# Hearst Communications
Видавничий трест Герста (англ. Hearst Communications) — медіаконгломерат, заснований Вільямом Герстом у 1887 році. Штаб-квартира розташована в Башті Герста (Нью-Йорк). Спочатку задуманий як «газетна компанія», однак поступово, в результаті низки придбань і активного розвитку, перетворений в конгломерат холдингів, що включають найрізноманітніші медіа-активи. Сімейство Герстів активно бере участь в управлінні компанією, права власності у різному обсязі також розподілені між членами сім'ї.

## Сфера інтересів
Hearst Communications — одна з найдиверсифікованіших комунікаційних компаній в світі. Основний інтерес зосереджений на 15 щоденних і 38 щотижневих газетах, включаючи Houston Chronicle і Albany Times Union; близько 200 журналах, що видаються по всьому світу, в тому числі Cosmopolitan і O, The Oprah Magazine; 29 телеканалах (перебувають у віданні Hearst Television Inc., які охоплюють в цілому 18 % глядацької аудиторії США. Крім того, конгломерат володіє низкою компаній кабельного телебачення, зокрема A&E Television Networks і ESPN, видавничих будинків (у тому числі Arbor House), телевізійних продуктів, інтернет-видань, дистриб'юторських компаній і об'єктів нерухомості, наприклад, Герст Тауер.

## Рада піклувальників

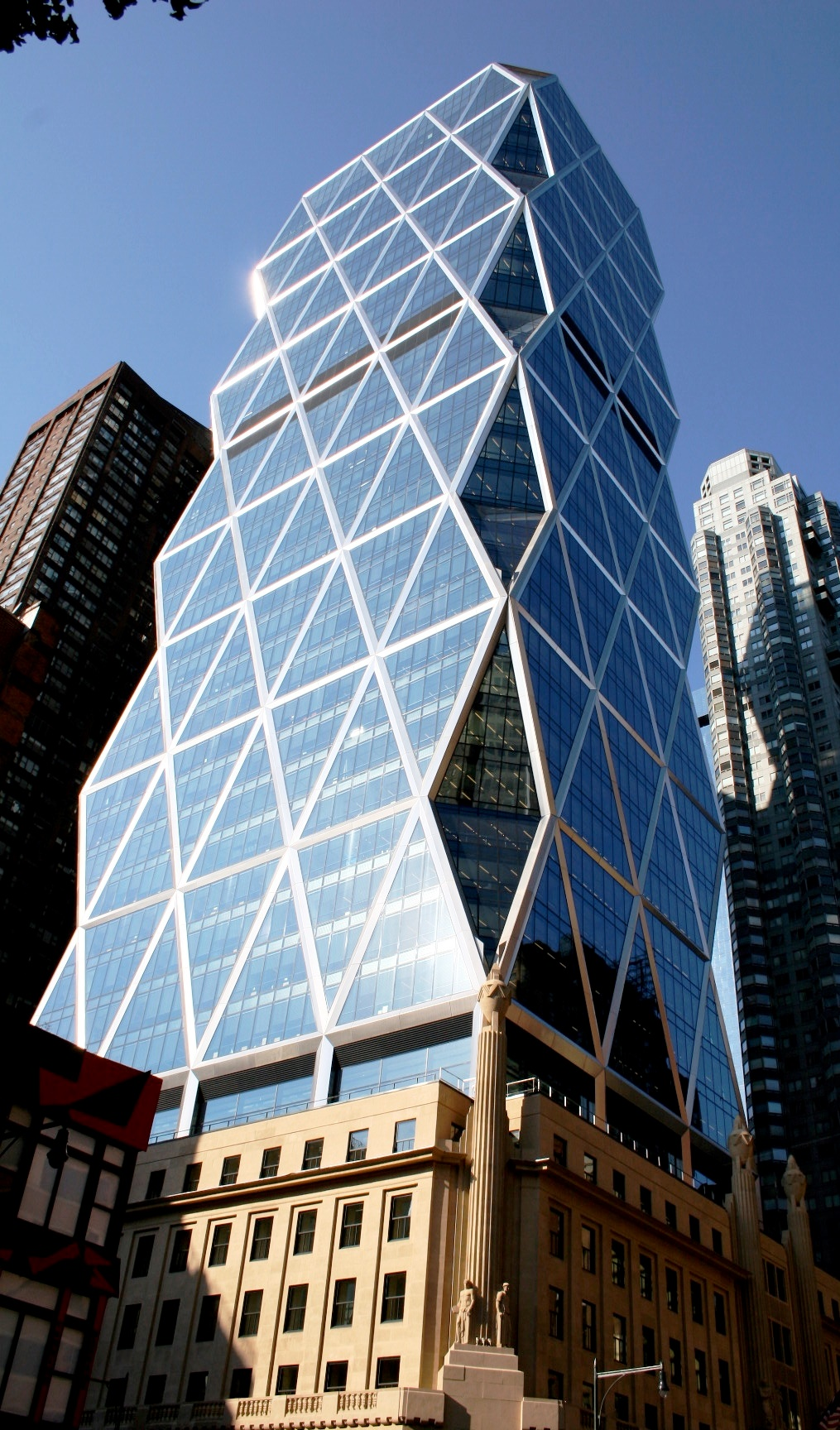
Башта Герста (Нью-Йорк) — Штаб-квартира

Згідно із заповітом Вільяма Герста, рада складається з тринадцяти піклувальників (п'ять членів сім'ї Герстів і вісім «сторонніх» керуючих) і займається управлінням Hearst Foundation, William Randolph Hearst Foundation, а також трастом, який юридично є власником Hearst Corporation і з середовища якого обираються члени самої Ради. 
Рада буде розпущена, коли всі члени сім'ї, що жили на момент смерті Герста в серпні 1951, підуть з життя. Таблиці передачі прав розпорядження конгломератом складені до 2042—2043 роках

## Активи
У число найбільших активів корпорації входять:
Журнали:
- Cosmopolitan
- Country Living
- Esquire
- Good Housekeeping
- Harper's Bazaar
- House Beautiful
- Marie Claire
- O: The Oprah Magazine
- Popular Mechanics
- Redbook
- Seventeen
- Town & Country
- Veranda
- Nat Mags

Газети:
- Beaumont Enterprise (Техас)
- Connecticut Post (Коннектикут)
- Edwardsville Intelligencer (Іллінойс)
- Greenwich Time (Коннектикут)
- Houston Chronicle (Техас)
- Huron Daily Tribune (Мічиган)
- Laredo Morning Times (Техас)
- Midland Daily News (Мічиган)
- Midland Reporter-Telegram (Техас)
- The News-Times (Коннектикут)
- Plainview Daily Herald (Техас)
- San Antonio Express-News (Техас)
- San Francisco Chronicle (Каліфорнія)
- seattlepi.com, колишнє видання Seattle Post-Intelligencer (Вашингтон)
- Times Union (Нью-Йорк)
- The Advocate (Stamford) (Коннектикут)

Щотижневі газети:
- Advertiser North (Нью-Йорк)
- Advertiser South (Нью-Йорк)
- Ballston Spa Pennysaver (Нью-Йорк)
- Bulverde Community News (Техас)
- Business Express (Техас)
- Canyon News (Техас)
- Clifton Park North Pennysaver (Нью-Йорк)
- Clifton Park South Pennysaver (Нью-Йорк)
- Conexión (Техас)
- Darien News (Коннектикут)
- Fairfield Citizen (Коннектикут)
- Fort Sam Houston News Leader (Техас)
- Greenwich Citizen (Коннектикут)
- Hardin County News (Техас)
- Jasper Newsboy (Техас)
- Kelly USA Observer (Техас)
- La Voz (Техас)
- Lackland Talespinner (Техас)
- Latham Pennysaver (Нью-Йорк)
- Marlette Leader (Мічиган)
- Medical Patriot (Техас)
- Muleshoe Journal (Техас)
- Neighborhood News (Техас)
- New Canaan News (Коннектикут)
- New Milford Spectrum (Коннектикут)
- North Central News (Техас)
- Northwest Weekly (Техас)
- Norwalk Citizen (Коннектикут)
- Our People (Техас)
- Pennysaver News (Нью-Йорк)
- Randolph Wingspread (Техас)
- Southside Reporter (Техас)
- Spa City Moneysaver (Нью-Йорк)
- Northeast Herald (Техас)
- The Weekly (Нью-Йорк)
- The Zapata Times (Техас)
- Vassar Pioneer Times (Мічиган)
- Westport News (Коннектикут)

Телебачення, в тому числі кабельне
- A&E Television Networks (спільно з The Walt Disney Company і NBC Universal)
- ESPN (частка в розмірі 20 %; спільно з Disney, що володіє 80 % активу)
- Hearst Television Inc. (29 телеканалів і 2 радіостанції)

Інтернет-активи
- 1UP.com
- GameTab.com
- GameVideos.com
- MyCheats.com
- UGO
- Answerology
- Kaboodle
- eCrush
- RealAge
- Delish.com
- RealBeauty.com